# Lynette Burger
Lynette Burger (* 4. November 1980 in Krugersdorp) ist eine ehemalige südafrikanische Radrennfahrerin, die auf Straße und Bahn aktiv war.

## Sportliche Laufbahn
2006 wurde Lynette Burger südafrikanische Vize-Meisterin im Einzelzeitfahren. Im Jahr darauf wurde sie Afrikameisterin im Einzelzeitfahren und belegte im Straßenrennen Platz zwei; bei den Afrikaspielen 2007 in Algier wurde sie ebenso Dritte im Straßenrennen wie bei den UCI-B-Weltmeisterschaften 2007 in Kapstadt im Scratch. 2008 belegte sie bei der südafrikanischen Straßenmeisterschaft im Einzelzeitfahren Platz drei.
2009 wurde Burger sowohl südafrikanische wie auch Afrikameisterin im Straßenrennen und belegte in beiden Wettbewerben Rang zwei im Einzelzeitfahren. 2011 errang sie zwei nationale Titel auf der Bahn, in der Einerverfolgung und im Punktefahren, im Scratch wurde sie Vize-Meisterin. Bei den Afrikaspielen 2011 in Maputo gewann sie das Straßenrennen und wurde im Einzelzeitfahren Dritte. 2013 wurde sie nationale Meister in der Einerverfolgung. 2015 gewann sie gemeinsam mit Ashleigh Moolman-Pasio, Lise Oliver und An-Li Pretorius Afrikameisterin im Mannschaftszeitfahren. 2018 belegte sie im Straßenrennen der nationalen Meisterschaft Platz drei.

## Erfolge

### Bahn
2007
- B-Weltmeisterschaft – Scratch

2011
- Südafrikanische Meisterin – Punktefahren, Einerverfolgung

2013
- Südafrikanische Meisterin – Einerverfolgung

### Straße
2007
- Afrikaspiele – Straßenrennen
- Afrikameisterin – Einzelzeitfahren
- Afrikameisterschaft – Straßenrennen

2009
- Afrikameisterin – Straßenrennen
- Afrikameisterschaft – Einzelzeitfahren
- Südafrikanische Meisterin – Straßenrennen

2011
- Afrikaspielesiegerin – Straßenrennen
- Afrikaspiele – Einzelzeitfahren

2015
- Afrikameisterin – Mannschaftszeitfahren

## Teams
- 2010 Lotto Ladies Team